# مقدمات قصيرة جدا
مقدمات قصيرة جدا هي سلسلة كتب تنشر من مطبعة جامعة أكسفورد منذ 1995. تمنح الكتب في السلسلة مقدمات موجزة حول مواضيع معينة، تستهدف جمهورا عاما، ولكن مكتوبة من قبل خبراء في المجال. (على سبيل المثال، من مؤلفي المقدمات القصيرة جدا في الفلسفة ألفرد آير، روجر سكروتن، أنتوني جرايلنج، و بيتر سنجر). يمتد عدد صفحات العناوين الفردية ما بين 96 إلى 224 صفحة، وفي الغالب من 120 إلى 180، وتقريبا تحتوي جميعها على اقتراحات لقراءة المزيد. في حين أن المؤلفين بامكانهم عرض آرائهم الشخصية، يقصد بالكتب أن تكون «متوازنة ومكتملة» ومثيرة للتفكير.
اعتبارا من. مارس 2015، يوجد 425 عنوان في السلسلة، مع 33 (و ثمان إصدارات محدثة) كتابا مقرر نشره بحلول ماي 2016. صرح الناشر على أن «السلسلة ستتضمن كل تخصص أكاديمي كبير، مانحة كل التلاميذ مكتبة مرجعية متاحة ووفيرة».
سلسلة المقدمات القصيرة جدا ناجحة جدا تجاريا.اعتبارا من عام 2011، باعت مطبعة جامعة أكسفورد أكثر من 5 ملايين نسخة حول العالم، ونشرت كتب السلسلة بأكثر من 25 لغة.
قدمت مطبعة جامعة أوكفسورد خدمة اشتراك على الأنترنت للمؤسسات حيث يمكن لمنخرطيها قراءة كتب السلسلة. يتيح الموقع للمستخدمين إجراء عمليات بحث في السلسلة، ويقدم فهرس أوكسفورد اندماجات مع محتوى آخر من مطبعة جامعة أوكسفوردز يتيح الموقع أيضا للمستخدمين حفظ الفصول، الكتب أو الأبحاث في صفحاتهم الشخصية، وتسليط الضوء أو إنشاء شروحات للنص.
أغلب الكتب قد تم تأليفها خصيصا للسلسلة، ولكن حوالي 60 أول كتاب كانت منشورات لمطبعة جامعة أوكسفورد. على سبيل المثال، مجلدات متنوعة من أحدث مجلدات السلسلة نشرت بداية كجزء من سلسلة سادة الماضي، أو (في حالة الأعداد من 17 إلى 24) كفصول من مختلف الكتاب من تاريخ أكسفورد المصور لبريطانيا (1984).
وقد قامت مؤسسة هنداوي للتعليم والثقافة بتوفير هذه الكتب باللغة العربية بصيغة بي دي إف على موقع المؤسسة على الإنترنت.

## وصلة خارجية
مؤسسة هنداوي: سلسلة كتب مقدمة قصية جداً